# 村田嘉久子

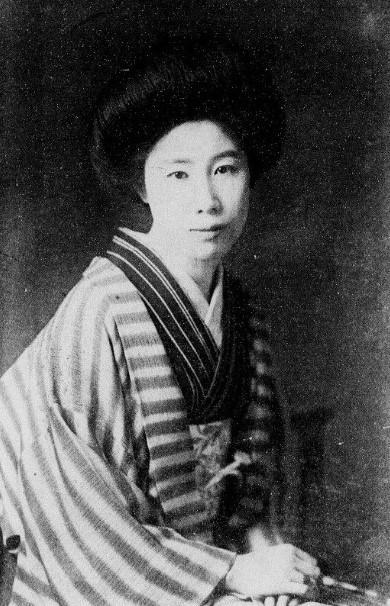
村田嘉久子

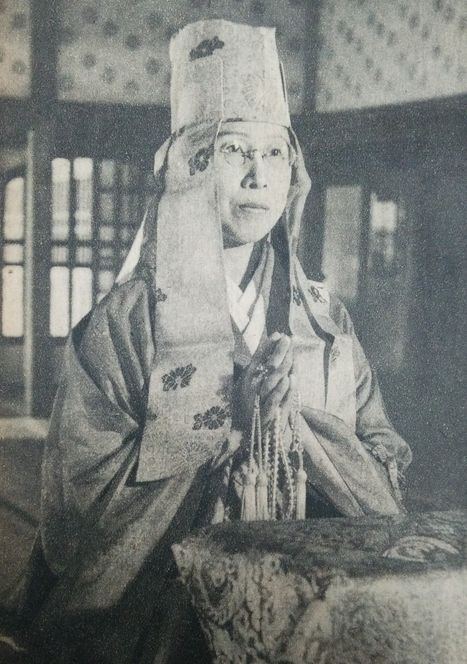
横浜市の長福院に出家し、村田覚心となった頃（1947年）。浄土宗で有髪の尼僧は村田が最初。

村田 嘉久子（むらた かくこ、1893年（明治26年）4月16日 - 1969年（昭和44年）7月26日）は、日本の舞台女優。

## 人物
東京府荏原郡品川町北品川（現 東京都品川区北品川）の酒問屋の松本屋主人・村田藤助の三女として生まれる。祖父勝助の兄（嘉久子からみれば大叔父）は品川願行寺の22世住職であった。村田かく、村田カクとも名乗る。歌舞伎役者の3代目尾上蟹十郎（本名・村田勝助、1884年1月9日 - 1936年9月7日）の妹。
父藤助は素人ながら義太夫の名人で、嘉久子や兄弟たちは幼いころから長唄や日本舞踊に親しんだ。そのためか、兄は歌舞伎俳優に、嘉久子と妹ふたりは女優になっている。川上貞奴の帝国女優養成所、のちの帝劇付属技芸学校第一期生。卒業後は帝劇専属女優となり1909年、頼朝の侍女浪路役で初舞台。帝劇杮落し「頼朝」で初舞台。翻訳・新作劇を幅広く手がけ「藤十郎の恋」のお梶、「玄宗と楊貴妃」の楊貴妃など。帝劇閉鎖後は松竹の新派に加入し井上演劇道場にも参加する。森律子とともに、歌舞伎劇や女優劇で活躍した。また明朗新劇座を結成し新派で活躍、のちフリーとなる。昭和31年、桐座の名跡四代目桐長桐を名乗る。東宝芸能学校講師。
1969年に死去、享年76。墓所は願行寺で、兄の尾上蟹十郎などの家族と共に眠る。
妹にかつて帝劇女優であった村田美弥子（むらた みやこ、旧芸名・村田美禰子(むらた みねこ)→村田みね子、本名：村田峯子、1898年6月17日 - 1962年3月11日）、村田竹子（むらた たけこ、1905年3月20日 - 1976年5月30日）がいる。

## 主な出演映画作品
- 『日本誕生』 小鹿火の母 役[3]
- 『女体』
- 『佐々木小次郎』
- 『ゲンと不動明王』
- 『井伊大老』
- 『浮舟』

1929年に閉鎖された帝劇の女優だった森律子、村田嘉久子、初瀬浪子、東日出子らは、尾上梅幸、松本幸四郎らと一緒に松竹入りしていた。これら10人の元帝劇女優は10年間は帝劇時代と同じ条件で雇うとの松竹の約束ではあったが、1934年8月21日に元帝劇女優出演の映画が振るわない事から破棄、専属からフリーランス制となった。9月12日には1年後にフリーランス制とするとの通知が10人に届いている。

## 関連書籍
- 『物語近代日本女優史』戸板康二著　中公文庫
- 『夜ふけのカルタ』戸板康二著　旺文社文庫